# VfL Frohnlach
VfL Frohnlach is een Duitse voetbalclub uit Frohnlach in Ebersdorf bei Coburg, Beieren.

## Geschiedenis
De club werd in 1919 opgericht als Sports Club Arminia Frohnlach om na een fusie in 1925 met de Turnverein Frohnlach de Verein für Leibesübungen 1919 e. V. Frohnlach te worden. Naast de voetbalafdeling had de club afdelingen voor onder andere wielrennen en gymnastiek. Net zoals andere clubs die onderdeel uitmaakte van de Arbeiter-Turn- und -Sportbundes, werd de club in 1933 als politiek ongewenst verboden door het naziregime. Na de Tweede Wereldoorlog werd de club heropgericht als TV Frohnlach, om nog voor het einde van het jaar 1945 onder de naam Allgemeine Sportvereinigung Frohnlach te spelen. In 1948 was de vereniging weer bekend onder de naam VfL, de naam die stamt uit 1925.
De voetballers speelden lang in de lagere divisies in het district Coburg, tot de jaren 70 van de vorige eeuw, toen de club een snelle opmars maakte door de financiële steun van een lokale sponsor (Willi Schillig), die het voorzitterschap combineerde met een significante sponsorbijdrage. Drie opeenvolgende promoties van 1978 tot 1980 brachten de club in de Bayernliga, destijds het vierde niveau. De jaren daarna kenmerkten zich door heen en weer pendelen tussen het 4e en 5e niveau.
Na opnieuw een degradatie in 2010, keerde de club direct terug door in 2011 voor de 5e keer de Landesligatitel te winnen. Aan het eind van het seizoen 2011–2012 in de Bayernliga eindigde de club in de top 9, waarmee deze zich kwalificeerde voor de nieuwe Regionalliga Bayern, het vierde niveau in Duitsland. Na één seizoen degradeerde de club. In 2017 en 2018 degradeerde de club tweemaal achter elkaar. In 2019 keerde de club terug in de Landesliga.

## Erelijst

### Competitie
- Landesliga Bayern-Nord (V)
  - Kampioen: (5) 1980, 1992, 2004, 2008, 2011
  - Vice-kampioen: (2) 1991, 2002

### Beker
- Oberfranken Cup
  - Winnaar: (3) 2003, 2005, 2009

## Recente seizoenen
| Seizoen   | Competitie             | Tier | Positie |
| 1999–2000 | Landesliga Bayern-Nord | V    | 3       |
| 2000–01   | Landesliga Bayern-Nord | V    | 3       |
| 2001–02   | Landesliga Bayern-Nord | V    | 2       |
| 2002–03   | Landesliga Bayern-Nord | V    | 3       |
| 2003–04   | Landesliga Bayern-Nord | V    | 1 ↑     |
| 2004–05   | Bayernliga             | IV   | 11      |
| 2005–06   | Bayernliga             | IV   | 7       |
| 2006–07   | Bayernliga             | IV   | 16 ↓    |
| 2007–08   | Landesliga Bayern-Nord | V    | 1 ↑     |
| 2008–09   | Bayernliga             | V    | 7       |
| 2009–10   | Bayernliga             | V    | 16 ↓    |
| 2010–11   | Landesliga Bayern-Nord | VI   | 1 ↑     |
| 2011–12   | Bayernliga             | V    | 7 ↑     |
| 2012–13   | Regionalliga Bayern    | IV   |         |